# Amytis de Purnell
Pour les articles homonymes, voir Amytis.
Amytornis purnelli
Espèce
Statut de conservation UICN

 LC  : Préoccupation mineure
Synonymes
- Amytornis ballarae Condon, 1969

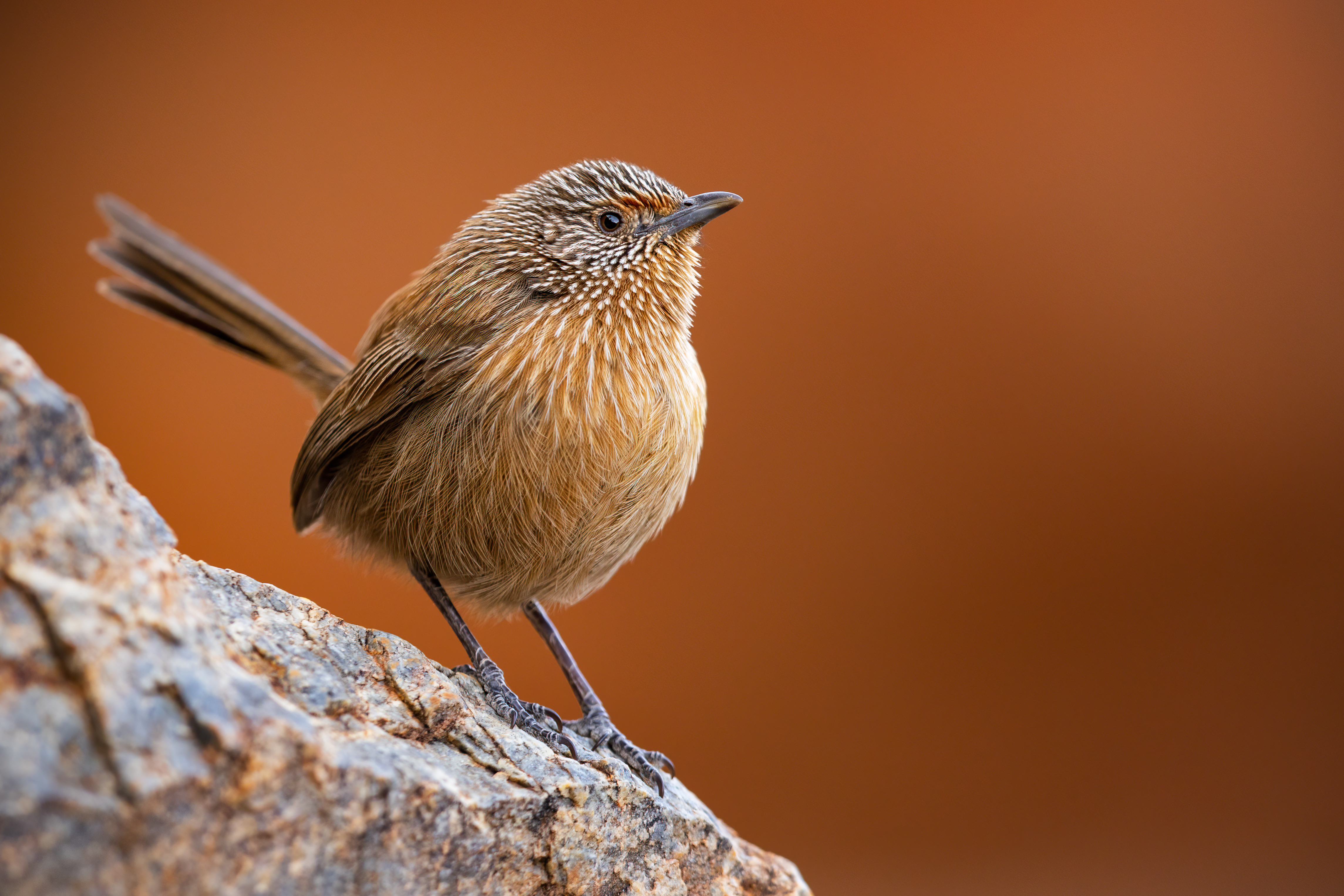
Un amytis de Purnell en balade dans les monts MacDonnell, Australie. Aout 2022.

L’Amytis de Purnell (Amytornis purnelli) est une espèce de passereau de la famille des Maluridae.

## Distribution
Il est endémique en Australie.